# Sierafimowskij
Sierafimowskij (ros. Серафимовский) – wieś (sieło) w Rosji, w Baszkortostanie, w rejonie tujmazińskim. W 2010 liczyła 9813 mieszkańców.